# Ваља Брадетулуј (Прахова)
Ваља Брадетулуј (рум. Valea Brădetului) насеље је у Румунији у округу Прахова у општини Черашу. Oпштина се налази на надморској висини од 585 m.

## Становништво
Према подацима из 2002. године у насељу је живело 393 становника, од којих су сви румунске националности.